# Dov Kopelman
Jizchok Dov Kopelman (auch Koppelman; * 1905 in Charkow; † 17. Juni 2011 in Zürich) war ein russisch-schweizerischer charedischer Rabbiner. Er war langjähriger Leiter der Luzerner Jeschiwa. 

## Wirken
Sein Wirken in der Schweiz begann 1963. Die Jeschiwa nahm bald ihren Sitz in Obernau im Kanton Luzern (Gemeinde Kriens), wo Kopelman 48 Jahre wirkte und Tausende von Schülern aus aller Welt unterrichtete und inspirierte. 
Sein Leichnam wurde nach Jerusalem überführt und dort im Beisein Tausender Menschen feierlich begraben.